# 安哈尔特-贝恩堡
安哈尔特-贝恩堡（德語：Anhalt-Bernburg）是神圣罗马帝国的一个親王國以及德意志邦聯的一个公國，由阿斯坎尼家族统治，位于今德国萨克森-安哈尔特州的贝恩堡。其于1252年作为安哈尔特亲王国的一个分支出现，后于1468年由安哈尔特-德绍继承，后者将安哈尔特各地统一纳入安哈尔特亲王国。1603年，安哈尔特亲王国一分为五，安哈尔特-贝恩堡再次建立。1863年，安哈尔特-贝恩堡支系绝嗣，其领土并入安哈尔特公国。

## 安哈特-貝恩堡親王（1252年至1468年）
1. 伯恩哈德一世
2. 約翰一世
3. 伯恩哈德二世
4. 伯恩哈德三世
5. 伯恩哈德四世
6. 海因里希四世
7. 奧托三世
8. 伯恩哈德五世
9. 伯恩哈德六世

## 安哈特-貝恩堡親王（1603年至1803年）
1. 克里斯蒂安一世
2. 克里斯蒂安二世
3. 維克多·阿瑪迪斯
4. 卡爾·腓特烈
5. 維克多·腓特烈
6. 腓特烈·阿爾布雷希特
7. 阿歷克塞·腓特烈·克里斯蒂安

## 安哈特-貝恩堡公爵（1803年至1863年）
1. 阿歷克塞·腓特烈·克里斯蒂安
2. 亞歷山大·卡爾